# Marinette (Nouvelle-Écosse)
Pour les articles homonymes, voir Marinette.
Marinette est une communauté rurale de la municipalité régionale de Halifax en Nouvelle-Écosse au Canada.

## Annexe